# Копа Чиле
Копа Чиле, официално известен като Кампеонато Копа Чиле MTS (на испански: Copa Chile, Campeonato Copa Chile MTS), е турнирът по футбол за Купата на Чили, провеждан с известни прекъсвания от 1958 г., организиран от АНФП. Форматът на турнира е различен през годините и в него участват само професионалните отбори от Примера Дивисион и Примера Б (общо 32), но в някои издания са участвали и отбори от трета и четвърта дивизия, шампионите на регионалните аматьорски първенства и специално поканени аматьорски отбори или само отбори от Примера Дивисион. Носителят на трофея се класира за Копа Либертадорес и Суперкопа де Чиле, а финалистът - за Копа Судамерикана. В историята има общо 14 различни носители на Купата, като с най-много отличия е Коло Коло – 10.

## История
За предшественик на Копа Чиле се счита Кампеонато де Апертура, провеждан между 1933 и 1950 г. През 1958 г. се състои първото издание на Копа Чиле, което е резултат от реформите в чилийския футбол преди Световното първенство в страната през 1962 г. В него участват 14-те отбора от Примера Дивисион, 10-те от Сегунда Дивисион и сборни отбори на осем града. Провежда се през ноември и декември, като мачовете се играят в средата на седмицата между последните кръгове от първенството, провеждани през уикендите. В началото на турнира няма голям зрителски интерес, а отборите използват предимно резервни играчи. Първи носител на Купата на Чили става Коло Коло, който завършва наравно с Универсидад Католика във финалната среща, но печели трофея заради по-добрата си голова разлика в рамките на целия турнир – 27:9 срещу 21:8.
През 1960 г., Депортес Ла Серена става първият отбор, спечелил Купата на Чили, докато играе във втора дивизия, а след него това правят още Луис Крус Мартинес (1962 г.), Унион Сан Фелипе (2009 г.) и Мунисипал Икике (2010 г.). През 1961 г. турнирът носи името Копа Чиле Грийн Крос в памет на част от играчите на Грийн Крос, които загиват при самолетна катастрофа на връщане от мача реванш от първия кръг на надпреварата. Това е и първото издание на турнира, в което финалът се състои от два мача при разменено гостуване. Година по-късно втородивизионният Луис Крус Мартинес постига впечатляващ успех, печелейки Купата в първия професионален турнир, в който участва след добиването на професионален статут.
През 1977 г., Палестино става първият отбор, успял да защити спечелената в предишното издание купа. През 1979 г. има две нововъведения - за първи път турнирът носи името на спонсор (Поя Гол), а първите четири тима получават бонус точки, валидни за първенството - носителят на купата - две, а финалистът и полуфиналистите - по една. Това правило важи до 1983 г. включително и през 1990 г. През 1980, 1981 и 1982 г. в турнира за Купата има ново правило за точкуването в груповата фаза - отбор, отбелязал четири или повече гола в спечелен от него мач, получава една бонус точка, а за нулево равенство не се присъждат точки.
През 1981 г. Коло Коло става първият отбор в историята на чилийския футбол, спечелил шампионата и купата в една година, а по-късно повтаря това постижение през 1989, 1990 и 1996 г.; Универсидад де Чиле е единственият друг отбор с дубъл (2000 г.). В изданието през 1986 г. също има новост - в него участват само отборите от първа дивизия (паралелно има турнир за купата за отборите от втора дивизия), които са разделени в две групи и докато победителите във всяка се класират за финала, останалите на последно място отбори изпадат във втора дивизия и не участват в сезон 1986 на Примера Дивисион, който започва две седмици след финала за купата. Между 1988 и 1990 г. Коло Коло печели историческите три поредни купи.
След няколкогодишно прекъсване в началото на 21 век, през 2008 г. турнирът за купата е възроден с формат, в който участват не само професионални отбори, но и такива от по-долните аматьорски дивизии. Носителят на купата получава квота за Копа Судамерикана. В това издание на турнира третодивизионният Депортес Овайе поднася голяма изненада, класирайки се на финал.

## Носители[3]

### По година
| Година                    | Носител                   | Резултат               | Финалист              | Име                      |
| ------------------------- | ------------------------- | ---------------------- | --------------------- | ------------------------ |
| 1958                      | Коло Коло                 | 2:21                   | Универсидад Католика  | Копа Чиле                |
| 1959                      | Сантяго Уондърърс         | 5:1                    | Депортес Ла Серена    | Копа Чиле                |
| 1960                      | Депортес Ла Серена        | 4:1                    | Сантяго Уондърърс     | Копа Препарасион         |
| 1961                      | Сантяго Уондърърс         | 3:2 (1:2, 2:0)         | Универсидад Католика  | Копа Чиле Грийн Крос     |
| 1962                      | Луис Крус Мартинес        | 2:1                    | Универсидад Католика  | Копа Препарасион         |
| 1963-1973: Не се провежда |                           |                        |                       |                          |
| 1974                      | Коло Коло                 | 3:0                    | Сантяго Уондърърс     | Копа Чиле                |
| 1975                      | Палестино                 | 4:0                    | Лота Швагер           | Копа Чиле                |
| 1976: Не се провежда      |                           |                        |                       |                          |
| 1977                      | Палестино                 | 4:3 (3:3, 1:0)         | Унион Еспаньола       | Копа Чиле                |
| 1978: Не се провежда      |                           |                        |                       |                          |
| 1979                      | Универсидад де Чиле       | 2:1                    | Коло Коло             | Копа Поя Гол             |
| 1980                      | Депортес Икике            | 2:1                    | Коло Коло             | Копа Поя Гол             |
| 1981                      | Коло Коло                 | 5:1                    | Аудакс Италяно        | Копа Поя Гол             |
| 1982                      | Коло Коло                 | ГФ2                    | Универсидад Католика  | Копа Поя Гол             |
| 1983                      | Универсидад Католика      | ГФ2                    | О′Хигинс              | Копа Поя Гол             |
| 1984                      | Евъртън                   | 3:0                    | Универсидад Католика  | Копа Поя Гол             |
| 1985                      | Коло Коло                 | 1:0                    | Палестино             | Копа Поя Гол             |
| 1986                      | Кобрелоа                  | 4:2 (1:0, 0:2, 3:0)3   | Артуро Фернандес Виал | Копа Поя ЛАН Чиле        |
| 1987                      | Кобресал                  | 2:0                    | Коло Коло             | Копа ЛАН Чиле            |
| 1988                      | Коло Коло                 | 2:0                    | Унион Еспаньола       | Копа ДИГЕДЕР             |
| 1989                      | Коло Коло                 | 1:0                    | Универсидад Католика  | Копа Кока Кола ДИГЕДЕР   |
| 1990                      | Коло Коло                 | 3:2                    | Универсидад Католика  | Копа Апертура ДИГЕДЕР    |
| 1991                      | Универсидад Католика      | 1:0                    | Кобрелоа              | Копа Чиле ДИГЕДЕР        |
| 1992                      | Унион Еспаньола           | 3:1                    | Коло Коло             | Копа Чиле                |
| 1993                      | Унион Еспаньола           | 3:1                    | Кобрелоа              | Копа Чиле                |
| 1994                      | Коло Коло                 | 1:1 (3:2 д.)           | О′Хигинс              | Копа Чиле                |
| 1995                      | Универсидад Католика      | 4:2                    | Кобрелоа              | Копа Чиле                |
| 1996                      | Коло Коло                 | 2:1 (1:1, 1:0)         | Рейнджърс де Талка    | Копа Чиле Едуардо Симиан |
| 1997: Не се провежда      |                           |                        |                       |                          |
| 1998                      | Универсидад де Чиле       | 3:1 (1:1, 2:0)         | Аудакс Италяно        | Копа Апертура            |
| 1999: Не се провежда      |                           |                        |                       |                          |
| 2000                      | Универсидад де Чиле       | 2:1                    | Сантяго Морнинг       | Копа Апертура            |
| 2001-2007: Не се провежда |                           |                        |                       |                          |
| 2008/2009                 | Универсидад де Консепсион | 2:1                    | Депортес Овайе        | Копа Чиле                |
| 2009                      | Унион Сан Фелипе          | 3:0                    | Мунисипал Икике       | Копа Чиле                |
| 2010                      | Мунисипал Икике           | 1:1 (4:3 д.)           | Депортес Консепсион   | Копа Чиле Бисентенарио   |
| 2011                      | Универсидад Католика      | 1:1 (0:1, 1:0, 4:2 д.) | Магаянес              | Копа Чиле                |
| 2012/2013                 | Универсидад де Чиле       | 2:1                    | Универсидад Католика  | Копа Чиле MTS            |
| 2013/2014                 | Депортес Икике            | 3:1                    | Уачипато              | Копа Чиле MTS            |
| 2014/2015                 | Универсидад де Консепсион | 3:2                    | Палестино             | Копа Чиле MTS            |
| 2015                      |                           |                        |                       | Копа Чиле MTS            |

Бележки
- 1- Коло Коло печели купата заради по-добрата си голова разлика в рамките на целия турнир.
- 2- Финалът се състои от групова фаза с четири отбора и мачове всеки срещу всеки.
- 3- Правилото за гол на чужд терен не важи, третият мач е на неутрален терен.

### По брой титли
| Титли | Отбор                                                                                 |
| ----- | ------------------------------------------------------------------------------------- |
| 10    | Коло Коло                                                                             |
| 4     | Универсидад Католика, Универсидад де Чиле                                             |
| 3     | Депортес Икике                                                                        |
| 2     | Сантяго Уондърърс, Палестино, Унион Еспаньола, Универсидад де Консепсион              |
| 1     | Депортес Ла Серена, Луис Крус Мартинес, Евъртън, Кобрелоа, Кобресал, Унион Сан Фелипе |

## Голмайстори
| Година    | Голмайстор             | Отбор                     | Голове |
| --------- | ---------------------- | ------------------------- | ------ |
| 1958      | Адолфо Годой           | Универсидад Католика      | 7      |
| 1958      | Максимо Ролон          | Евъртън                   | 7      |
| 1959      | Хуан Сото Мура         | Коло Коло                 | 6      |
| 1959      | Хосе Сулантай          | Депортес Ла Серена        | 6      |
| 1959      | Ектор Торес            | Магаянес                  | 6      |
| 1960      |                        |                           |        |
| 1961      | Антолин Сепулведа      | Рейнджърс де Тулка        | 6      |
| 1961      | Карлос Хофман          | Сантяго Уондърърс         | 6      |
| 1961      | Марио Сото             | Универсидад Католика      | 6      |
| 1962      |                        |                           |        |
| 1974      | Оскар Фабиани          | Унион Сан Фелипе          | 21     |
| 1975      | Алберто Идалго         | Палестино                 | 6      |
| 1977      | Оскар Фабиани          | Палестино                 | 11     |
| 1979      | Луис Алберто Рамос     | Универсидад де Чиле       | 12     |
| 1980      | Фидел Давила           | Депортес Икике            | 9      |
| 1980      | Мигел Анхел Нейра      | О′Хигинс                  | 9      |
| 1981      | Леонардо Самора        | Евъртън                   | 8      |
| 1981      | Виктор Кабрера         | Сан Луис де Кийота        | 8      |
| 1982      | Луис Марколета         | Магаянес                  | 8      |
| 1982      | Северино Васконселос   | Коло Коло                 | 8      |
| 1983      | Хорхе Аравена          | Универсидад Католика      | 23     |
| 1984      | Анибал Гонсалес        | О′Хигинс                  | 11     |
| 1985      | Алфредо Нунес          | Палестино                 | 11     |
| 1985      | Луис Мартинес          | Курико Унидо              | 11     |
| 1986      | Хуан Карлос Лейтерер   | Кобрелоа                  | 11     |
| 1987      | Иван Саморано          | Кобресал                  | 13     |
| 1988      | Рамон Перес            | Палестино                 | 17     |
| 1989      | Ерик Лекарос           | Депортес Валдивия         | 16     |
| 1990      | Адриан Чорномас        | Кобрелоа                  | 13     |
| 1990      | Анибал Гонсалес        | О′Хигинс                  | 13     |
| 1990      | Герардо Рейносо        | Универсидад Католика      | 13     |
| 1991      | Карлос Густаво Де Лука | О′Хигинс                  | 11     |
| 1992      | Марсело Вега           | Унион Еспаньола           | 13     |
| 1993      | Кристиан Монтесинос    | Депортес Темуко           | 15     |
| 1994      | Марсело Салас          | Универсидад де Чиле       | 12     |
| 1994      | Алехандро Глария       | Кобрелоа                  | 12     |
| 1995      | Алберто Акоста         | Универсидад Католика      | 10     |
| 1996      | Фернандо Вергара       | Коло Коло                 | 7      |
| 1998      | Алехандро Караско      | Аудакс Италяно            | 5      |
| 2000      | Фернандо Мартел        | Сантяго Морнинг           | 7      |
| 2008/2009 | Лукас Бариос           | Коло Коло                 | 4      |
| 2008/2009 | Мануел Нейра           | Унион Еспаньола           | 4      |
| 2008/2009 | Гамадиел Гарсия        | Уачипато                  | 4      |
| 2009      | Анхел Вилдосо          | Унион Сан Фелипе          | 5      |
| 2010      | Матиас Хара            | Уачипато                  | 9      |
| 2011      | Клаудио Латоре         | Магаянес                  | 7      |
| 2011      | Паоло Франхипане       | Уачипато                  | 7      |
| 2012/2013 | Матиас Доносо          | Унион Темуко              | 8      |
| 2012/2013 | Диего де Грегорио      | Барнечеа                  | 8      |
| 2013/2014 | Родриго Диас           | Депортес Икике            | 8      |
| 2014/2015 | Карлос Гонсалес        | Магаянес                  | 8      |
| 2014/2015 | Педро Муньос           | Универсидад де Консепсион | 8      |